# Wiktorija Tschebodajewa

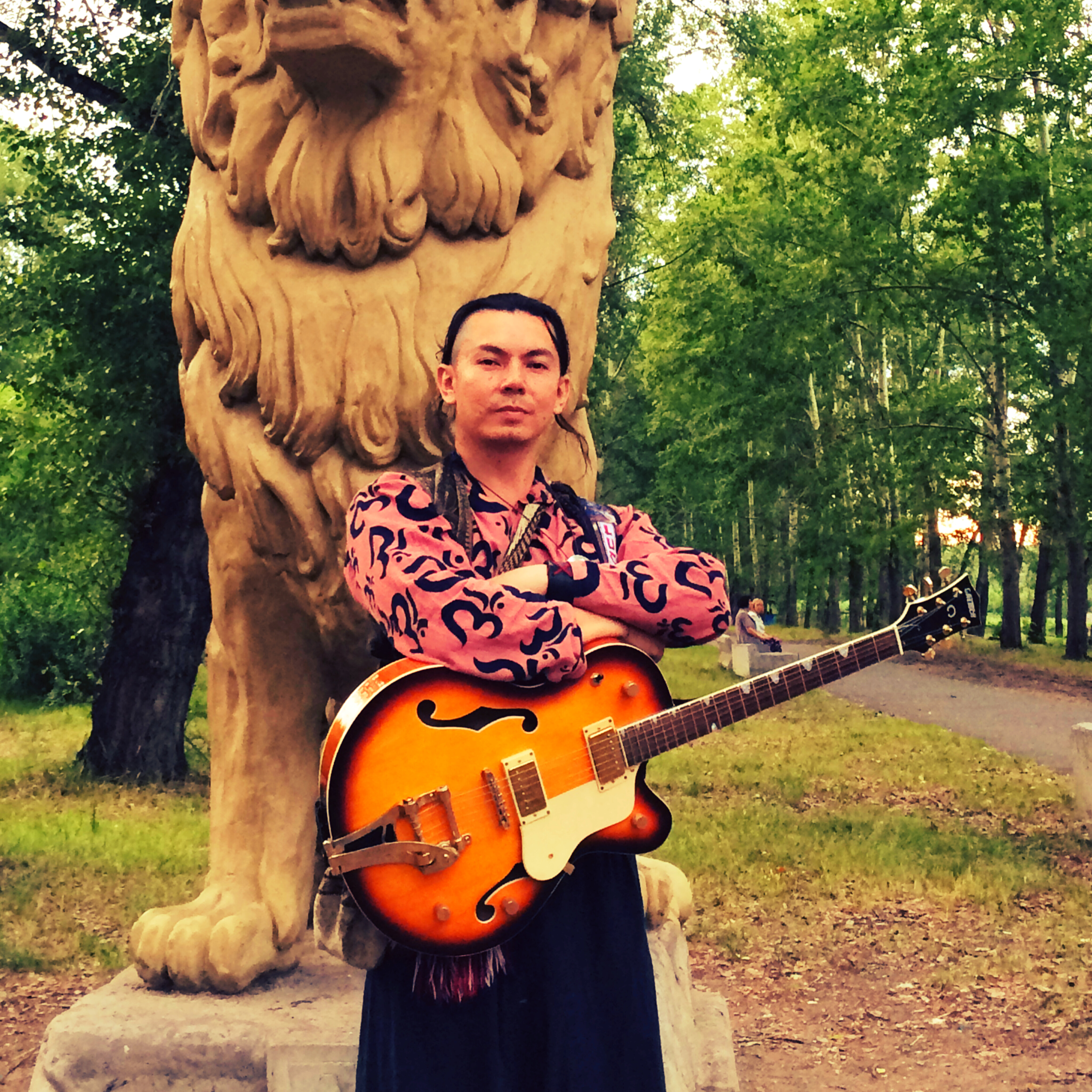
Mit Ikaro Valderrama gründete sie die Bands Tash Obaa und Tilekei.

Wiktorija „Wika“ Tschebodajewa (russisch Виктория „Вика“ Чебодаева), international aber zumeist Viktoria „Vika“ Chebodaeva transkribiert (* 12. September 1983 in Abakan, Chakassien, Russland) ist eine chakassische Sängerin. Sie wirkte an verschiedenen Folk-Bandprojekten mit (Pakhpyr, Otamay), ehe sie den Künstlernamen Otumai (Отумай, zusammengesetzt aus Ot für „Feuer“ und Umai für die „Muttergöttin“, also etwa „Feuergöttin“ oder „Göttliches Feuer“) bzw. Umai Chebodaeva (Умай Чебодаева) annahm.

## Pakhpyr
Nach ihrem Studium an der Musikhochschule der Chakassischen Staatlichen Universität in Abakan sang Tschebodajewa ab 2003 zunächst in der Gruppe Pakhpyr (Пахпыр), die chakassische Volksmusik mit Rock-Musik verband. (Dabei traf sie auch mit Maxim Kobjakow zusammen, der später die Folk-Rock-Band Irenek Khan gründete.) Als sich Pakhpyr 2004 in Aigo (Айго) umbenannte und an Wikas Stelle ihre Schwester Alexandra („Sascha“) Aigos neue Leadsängerin wurde, ging Wika mit einer Gruppe anderer Musiker  nach Krasnojarsk. (Aigo löste sich später auf, Produzent und Musiker gründeten dann Irenek Khan.)

## Otamay
In Krasnojarsk sang Wika Tschebodajewa ab 2006 in der Gruppe Otamay (Отамай) und nahm mit ihr am internationalen Ustuu-Huree-Musikfestival in Tschadan teil, wo sie 2007 zur besten weiblichen Stimme gekürt wurde und die Gruppe für ihr besonderes kulturelles Engagement 2009 erneut ausgezeichnet wurde. Otamay veröffentlichte mehrere alte sibirische Volkslieder der Chakassen, Tuwiner, Altaier und Sajan-Samojeden in modernen Rock-Kompositionen.

## Otumai
Als es in den Folgejahren zwischen den Musikern zu Differenzen kam, begann Tschebodajewa eigene Songs zu schreiben. Ab 2013 trat sie auch im Umfeld von Andrej Medonos auf und 2015 sang sie zusammen mit Medonos' Frau auf dem Krasnojarsker Ethnomusik-Festival „Runen“. Während Medonos daraufhin die Band Otyken gründete, kehrte Tschebodajewa nach Abakan zurück und nahm  den obengenannten Künstlernamen an.
Im Jahr 2022 gab sie ihr eigenes Album „Jakassia“ heraus.

## Tilekei
Schon in Krasnojarsk war Tschebodajewa mit dem kolumbianischen Musiker Ikaro Valderrama Ortiz zusammengetroffen. Mit ihm bildete sie 2015 in Abakan bzw. in Paipa (Kolumbien) zunächst das Duo Tash Obaa (Таш Обаа) und nahm 2018 am Kunst-Festival in Tunja (Kolumbien) teil. In Abakan gründete sie mit ihm 2023 die Band Tilekei (Тилекей), die ihre chakassischen Lieder mit seinem kolumbianischen Gitarren-Rock kombiniert.

## Weblink
- TILEKEI: Latino-Siberian Rock project Website der Band (englisch)

| Personendaten    | Personendaten |
| ---------------- | --- |
| NAME             | Tschebodajewa, Wiktorija                                                                                          |
| ALTERNATIVNAMEN  | Tschebodajewa, Wika; Чебодаева, Виктория; Chebodaeva, Vika; Chebodaeva; Umay; Chebodaeva; Otumai; Чебодаева, Умай |
| KURZBESCHREIBUNG | chakassische Sängerin und Songwriterin                                                                            |
| GEBURTSDATUM     | 12. September 1983                                                                                                |
| GEBURTSORT       | Abakan, Chakassien, Russland                                                                                      |